# Конфликт в Северной Ирландии
Конфликт в Северной Ирландии, в английской историографии известен как Смута (англ. The Troubles, ирл. Na Trioblóidí) — этнополитический конфликт в Северной Ирландии (Соединённое Королевство), вызванный спором между центральными британскими властями и местными республиканскими национальными организациями (представлявшими местное католическое население и имевшими левую направленность) касательно статуса региона. Главной силой, противодействовавшей Великобритании, была Ирландская республиканская армия (ИРА). В свою очередь главным противником ИРА стал протестантский орден Оранжистов и поддерживавшие его праворадикальные протестантские организации.
В ходе противостояния в Северной Ирландии с обеих сторон погибло 3524 человека, из них 1857 — гражданские лица. Формальным окончанием конфликта считается 10 апреля 1998 года — день, когда было подписано Белфастское соглашение.

## Причины
Ирландия попала в зависимость от Британии ещё в Средневековье. С XVI века на острове начался процесс конфискации земель у местных жителей и их передача английским поселенцам. В последующие годы численность английского населения в Ирландии росла. Земельная политика британских властей вызывала недовольство ирландских землевладельцев, что приводило к конфликтам и восстаниям. Одновременно на острове шло вытеснение ирландского языка английским, а в 1801 году Ирландия стала частью Соединённого королевства Великобритании и Ирландии.
В середине XIX века притеснения ирландских землевладельцев со стороны Великобритании возобновились. Отмена «хлебных законов», конфискация земель и неурожай привели к голоду 1845—1849 годов и усилению антианглийских настроений. Однако после череды ирландских восстаний XIX века вооружённая борьба была прекращена на продолжительный срок.

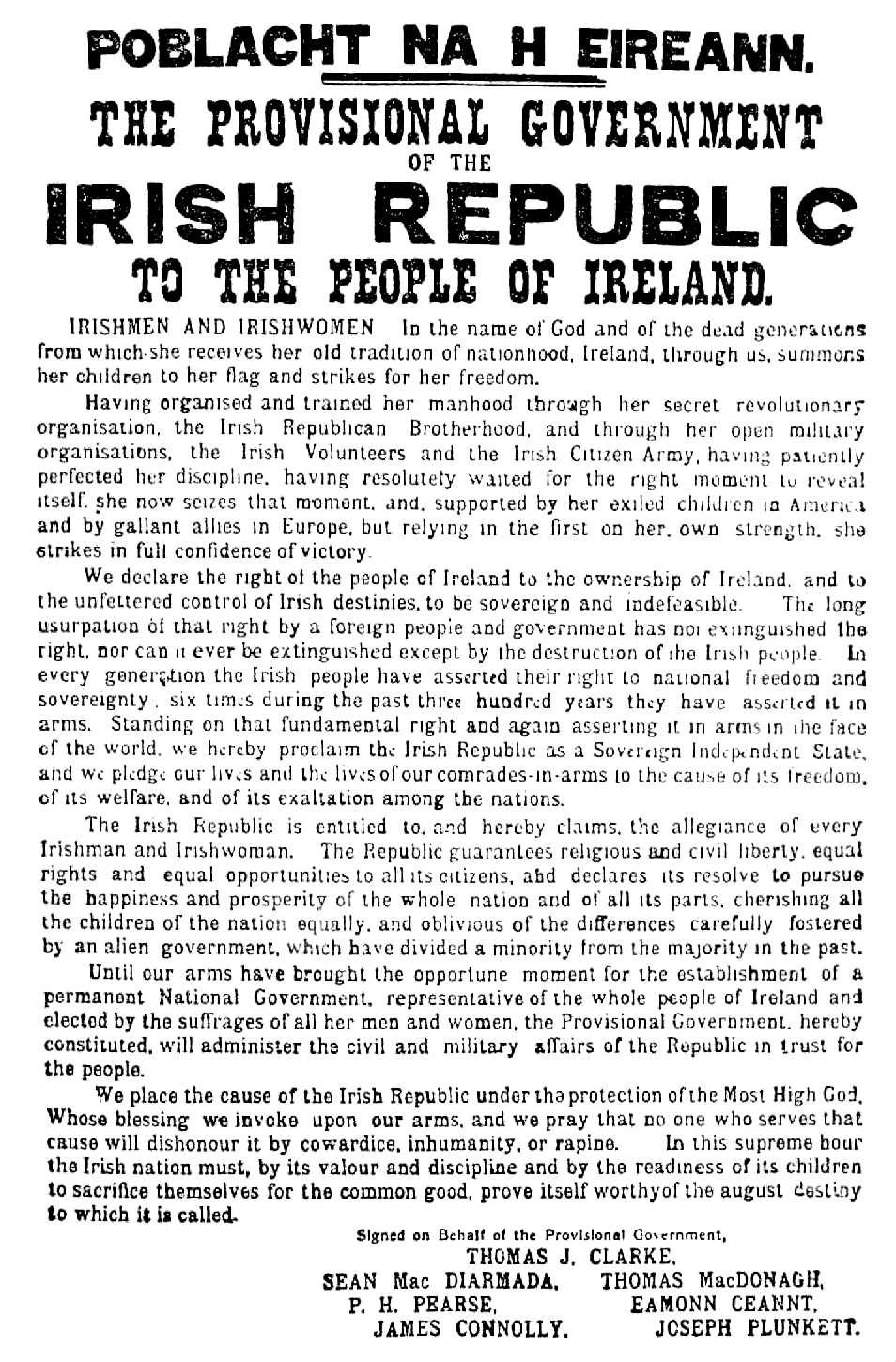
Декларация независимости Ирландской Республики во время Пасхального восстания 1916 года

Только в 1913 году в Ирландии появилась новая националистическая милитаризированная организация — «ирландские добровольцы». Эта организация являлась предшественницей ИРА, её члены на протяжении Первой мировой войны обучались и вооружались. В 1916 году в Ирландии вспыхнуло новое восстание, повстанцы провозгласили Ирландскую Республику. Восстание было подавлено, но уже в 1919 году вновь была провозглашена Ирландская Республика.
Ирландская республиканская армия (ИРА) развернула активные боевые действия против английских войск и полиции. Была создана Ирландская Республика, которая включила всю территорию острова.
В декабре 1921 был подписан мирный договор между Великобританией и Ирландией. Ирландия получила статус доминиона (так называемое Ирландское Свободное государство). Исключением стали шесть наиболее развитых в промышленном отношении северо-восточных графств (Северная Ирландия) с преобладанием протестантов, которые оставались в составе Соединённого Королевства. Однако Великобритания сохраняла на территории Ирландии военные базы, право на получение «выкупных» платежей за бывшие владения английских лендлордов.
После заключения англо-ирландского соглашения и его ратификации ирландским парламентом, ИРА раскололась — значительная её часть, в том числе такие видные фигуры как Майкл Коллинз, Ричард Мулкахи, Оуэн О’Даффи стали на сторону новообразованного Ирландского свободного государства, заняв важные посты в «Национальной армии», остальные же повернули оружие против бывших соратников. Однако Национальная армия, при значительной поддержке британцев, победила. 24 мая 1923 года Фрэнк Айкен отдал приказ сложить оружие. Подчинившиеся в 1926 создали партию Фианна Файл во главе с Имоном де Валера, которая сейчас является крупнейшей партией Ирландской республики. Неподчинившиеся же ушли в подполье.
На протяжении XX века в Ирландии постепенно снижалась зависимость от Великобритании. В 1937 году государство было преобразовано в республику, а в 1949 году Ирландия вышла из союза с Великобританией. Противоположные процессы наблюдались на севере, пока в 1972 году не был распущен североирландский парламент. Полнота власти в регионе перешла в руки британских властей, фактически Северная Ирландия управлялась напрямую из Лондона.
В XX веке в Северной Ирландии наблюдался рост самосознания не только ирландцев и англичан, но и католиков и протестантов. В связи с этим большую популярность у местного населения обрели соответствующее правые партии и организации.

## Конфликт
ИРА, изначально подчинённая «Шинн Фейн», проводила военные акции в Северной Ирландии на протяжении всего своего существования. Первый период её активности приходится на 1920-е годы, второй — на 1930-е, когда была проведена серия взрывов на британских объектах.
Повторная активизация деятельности ИРА началась в 1954 году. Изначально члены организации предпринимали отдельные нападения на британские военные объекты, наиболее известной акцией этого периода стало нападение на казармы в Арбофилде в Англии. За эти нападения в 1955 году были арестованы и лишены мандатов два депутата от партии «Шинн Фейн». Это послужило поводом к массовым антианглийским акциям протеста в Северной Ирландии и увеличению числа атак ИРА. Только в 1956 году ИРА провела около 600 военных акций в Ольстере. В 1957 году в Северной Ирландии британской полицией были проведены массовые аресты, после чего волна насилия пошла на спад. В 1962 году ИРА изменила тактику борьбы, прибегнув вместо одиночных нападений к массированным столкновениям. Параллельно борьбу против ирландцев-католиков вели протестантские милитаризированные организации, которые тоже прибегали к насилию и боям с противником.
В 1967 году была основана Ассоциация борьбы за гражданские права. Её участники требовали ликвидации дискриминации католиков при устройстве на работу и в жилищном вопросе, отмены множественного голосования и установления принципа «один человек — один голос», а также отмены чрезвычайных законов, действующих с 1933 г., и роспуска полиции, состоявшей в основном из протестантов. Ассоциация организовывала демонстрации и митинги, которые разгоняла полиция. Реакцией на это со стороны протестантов стали погромы католических кварталов.
В августе 1969 года в Дерри и Белфасте произошли массовые уличные столкновения между католиками и протестантами. Для предотвращения дальнейших столкновений в британскую часть Ольстера были введены британские войска. Изначально католики поддержали присутствие в регионе войск, но в дальнейшем разочаровались в их взглядах на конфликт: армия поддержала протестантов. В связи с этим в 1970 году ИРА раскололась на две части: «официальную» и «временную». «Временная ИРА» была настроена более радикально, чем «официальная», и выступала за продолжение террористической деятельности (в том числе на территории Англии).
В июле 1970 года британские военные стали проводить массовые обыски в округе Фоллз Белфаста, что привело к столкновениям с местными жителями. Эти события очень серьёзно повлияли на дальнейшее развитие событий: ирландские националисты и иные католики отныне считали британскую армию своим врагом.
В 1971 году в противовес ирландским военизированным организациям была создана Ассоциация обороны Ольстера. Об интенсивности конфликта в этот период говорят следующие цифры: За 1971 год британскими властями было зафиксировано 1100 случаев закладки бомб и 1700 перестрелок ИРА и других формирований с британскими военными и местными властями, в ходе которых было убито 43 военнослужащих британской армии и пятеро военнослужащих Ольстерского полка территориальной обороны.
В августе 1971 года в качестве ответа на растущий уровень насилия в Северной Ирландии стало применяться заключение в концентрационных лагерях без суда. Физическому и психологическому воздействию по системе пять методов было подвергнуто как минимум 12 членов ИРА, в октябре того же года к ним добавилось ещё двое. В 1971 году применение жёстких методов допроса в Северной Ирландии стало поводом для парламентского разбирательства под председательством лорда Паркера, итогом которого стал подробный отчёт, опубликованный 2 марта 1972 года и квалифицировавший данные методы дознания как нарушения закона. По результатам исследования премьер-министр Великобритании Эдвард Хит заявил, что комплекс «пяти методов» больше не будет применяться. В 1976 году дело о «пяти методах» дошло до Европейского суда по правам человека, который в 1978 году квалифицировал применение британцами «пяти методов» как нарушения статьи 3 «Европейской конвенции о защите прав человека и основных свобод» в виде «унизительного и бесчеловечного обращения», но не усмотрел в них пытки.
После беспорядков два главных города Северной Ирландии, Белфаст и Дерри, практически не контролировались британским правительством. Многие районы этих городов частично или полностью находились в зоне влияния ирландских националистов и их союзников. Имело место постройка баррикад, которые возводило пронационалистическое местное население, чтобы изолировать и защитить свои районы от атак со стороны британских сил безопасности. Районы, которые контролировались националистами и сочувствующими им гражданами, стали именоваться «запретные зоны». К концу 1971 года в Дерри было установлено 29 баррикад; 16 из них могли даже выдержать натиск бронетехники. Многие из националистических запретных зон напрямую контролировались группировкой Ирландская республиканская армия (ИРА).
В 1972 в Северной Ирландии был введён режим прямого правления. Это привело к жесточайшим беспорядкам и восстаниям. Апогеем можно считать события «Кровавого воскресения» 30 января 1972 года, когда во время демонстрации католиков в Дерри британские войска убили 13 безоружных человек. В ответ толпа ворвалась в британское посольство в Дублине и сожгла его дотла.
21 июля 1972 года боевики ИРА взорвали 22 бомбы в Белфасте. Девять человек (в том числе два солдата и один лоялист) были убиты и 130 получили ранения. Атака побудила британское правительство уничтожить «запретные зоны».
31 июля 1972 года британская армия провела в Белфасте и Дерри операцию «Мотормэн», в ходе которой войска при поддержке бульдозеров смогли разломать баррикады. Затем районы «запретных зон» наводнила британская пехота, поддерживаемая бронеавтомобилями и танками.
Всего с 1972 по 1975 годы в Северной Ирландии погибло 475 человек. Для снятия напряжённости в стране британское правительство решилось на проведение референдума. Референдум был бойкотирован католическим меньшинством, и правительство решило действовать в обход мнения населения, и в 1973 году лидеры Великобритании и Ирландии подписали Саннингдейлское соглашение о создании Совета Ирландии — межгосударственного консультативного органа из министров и членов парламента Ирландской Республики и Северной Ирландии, но ратификация этого соглашения была сорвана выступлениями протестантских экстремистов — прежде всего майской забастовкой 1974 года, организованной Советом рабочих Ольстера. Аналогично завершились попытка воссоздания ассамблеи в 1974 и выборы в конвент 1976 года.

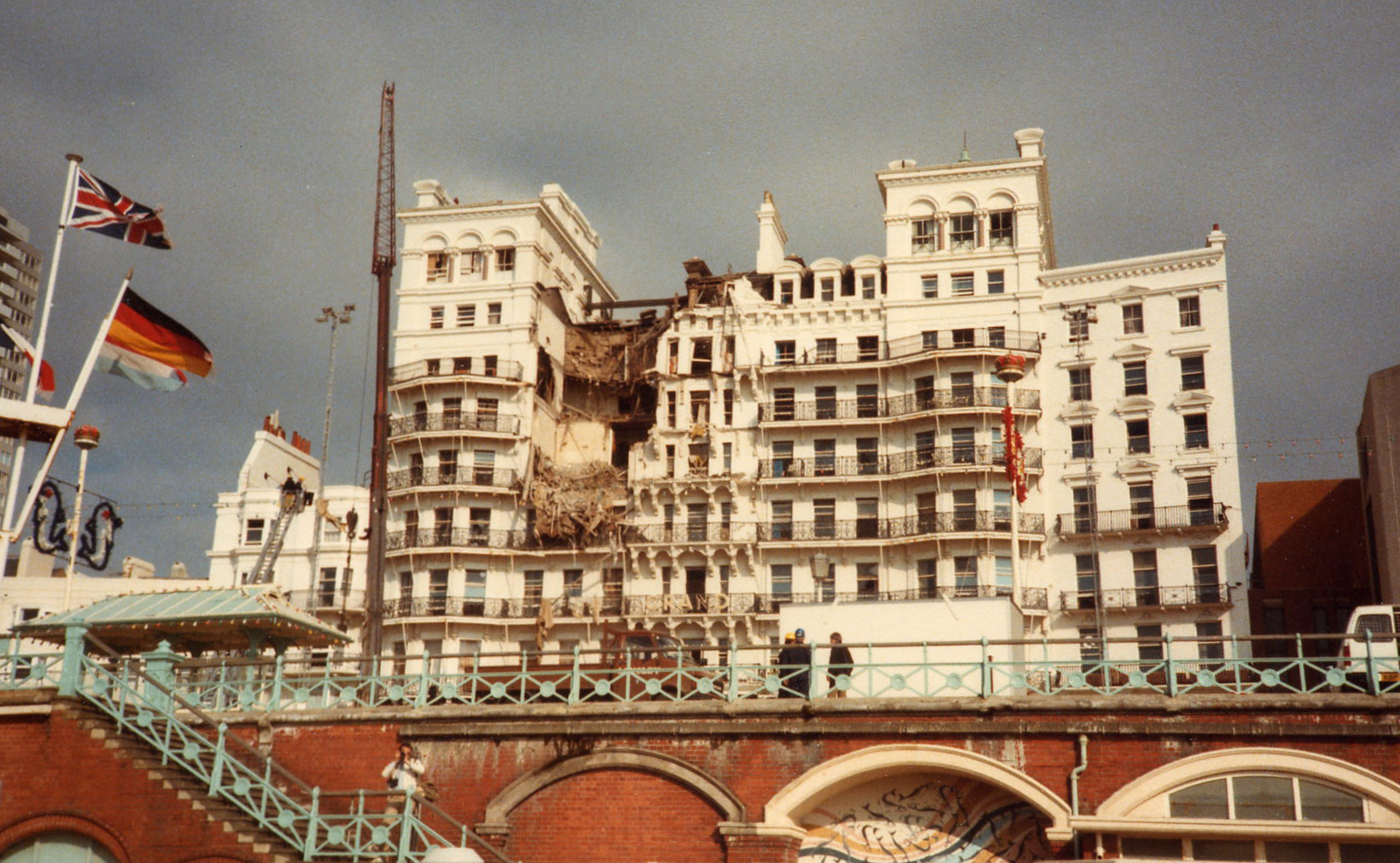
Гостиница в Брайтоне после теракта, совершённого ИРА, 1984 год

К середине 1970-х годов руководство ИРА в основном оказалось обезврежено. Однако Временная Ирландская республиканская армия, отколовшаяся от ИРА, создала глубоко законспирированную систему малых ячеек, которые перешли к резонансным акциям за пределами Северной Ирландии. 17 июня 1974 был устроен взрыв возле здания парламента в Лондоне. В 1979 году был убит прославленный адмирал Луис Маунтбэттен. В 1984 был устроен взрыв на съезде Консервативной партии. В феврале 1991 года из миномета была обстреляна резиденция премьер-министра на Даунинг-стрит, 10. С 1980 по 1991 годы ИРА совершила 120 террористических актов на территории Великобритании и ещё 53 — в других странах мира.

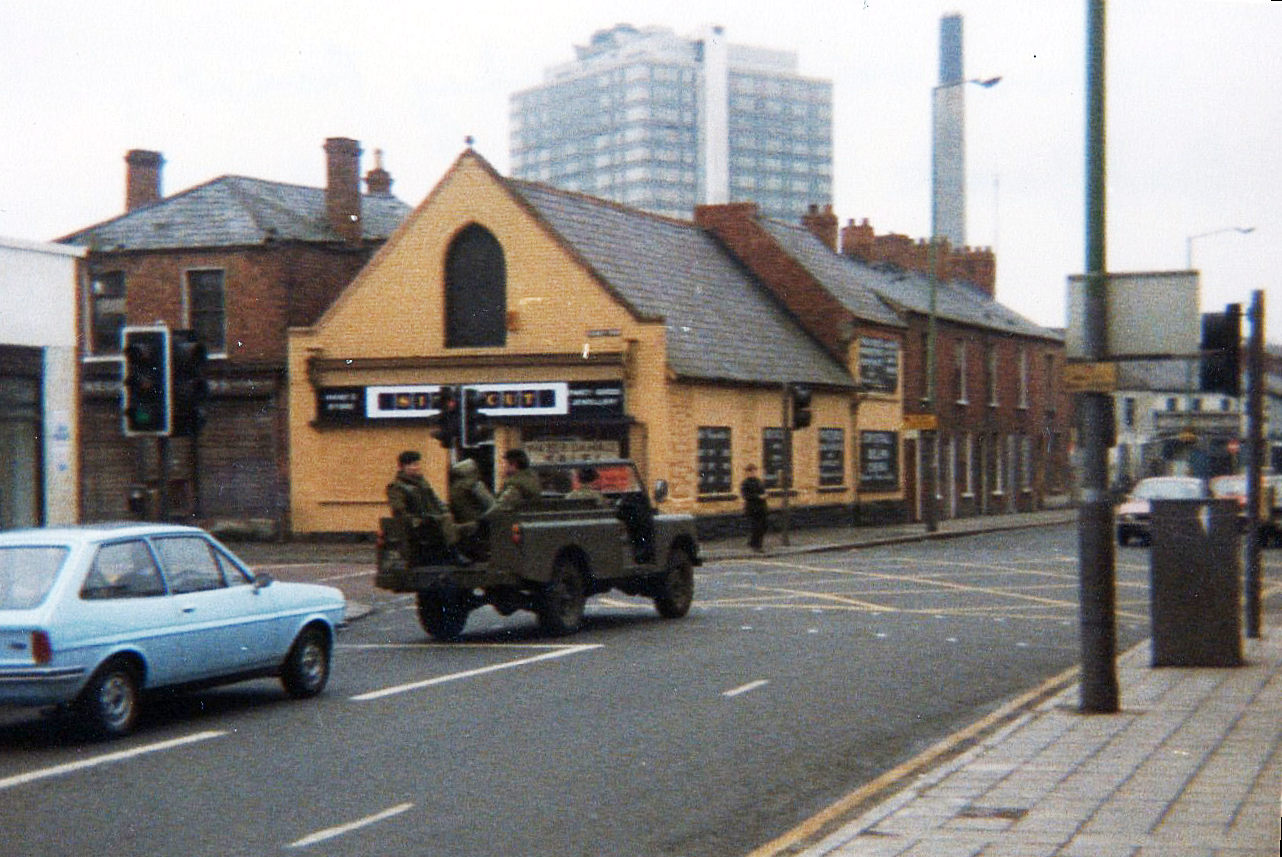
Британские войска на юге Белфаста, 1981 год

Первой удачной попыткой сотрудничества Великобритании и Ирландии в области урегулирования конфликта в Северной Ирландии стало Англо-Ирландское соглашение 1985 года, в котором подтверждалась принадлежность территории Северной Ирландии Великобритании, до тех пор, пока за это выступает большинство её жителей. Соглашение также предусматривало проведение регулярных конференций на уровне членов правительств двух стран. Первым положительным последствием данного соглашения стало принятие в 1993 году Декларации Даунинг-стрит, заявившей о принципе приглашения за стол переговоров всех заинтересованных сторон, при условии их отказа от насилия. В результате этих договорённостей сначала Ирландская республиканская армия заявила о прекращении огня, а вскоре её примеру последовали и протестантские военные организации. В том же году создаётся международная комиссия по управлению процессом разоружения. Однако организация от него отказалась, что резко осложнило переговорный процесс. Новый теракт, организованный членами Ирландской республиканской армии в Лондоне 9 февраля 1996 года, прервал перемирие.
Новое обострение ситуации вынудило британскую сторону начать переговоры. Против переговоров выступила Подлинная Ирландская республиканская армия — ещё одно крыло организации. С целью сорвать переговоры Подлинная ИРА провела ряд терактов в 1997—1998 годах, однако 18 сентября 1998 года заявила о прекращении военных действий.

## Последствия
10 апреля 1998 года в Белфасте британским и ирландским правительствами было подписано соглашение, которое было одобрено большинством политических партий Северной Ирландии. 23 мая в результате референдума соглашение было одобрено большинством жителей региона.
В результате подписания соглашения была воссоздана Североирландская ассамблея. Также были созданы Совет министров Севера и Юга для оформления взаимодействия между разными частями острова Ирландия и Британо-ирландский совет для оформления взаимоотношений между всеми органами представительной власти Великобритании и Ирландии.

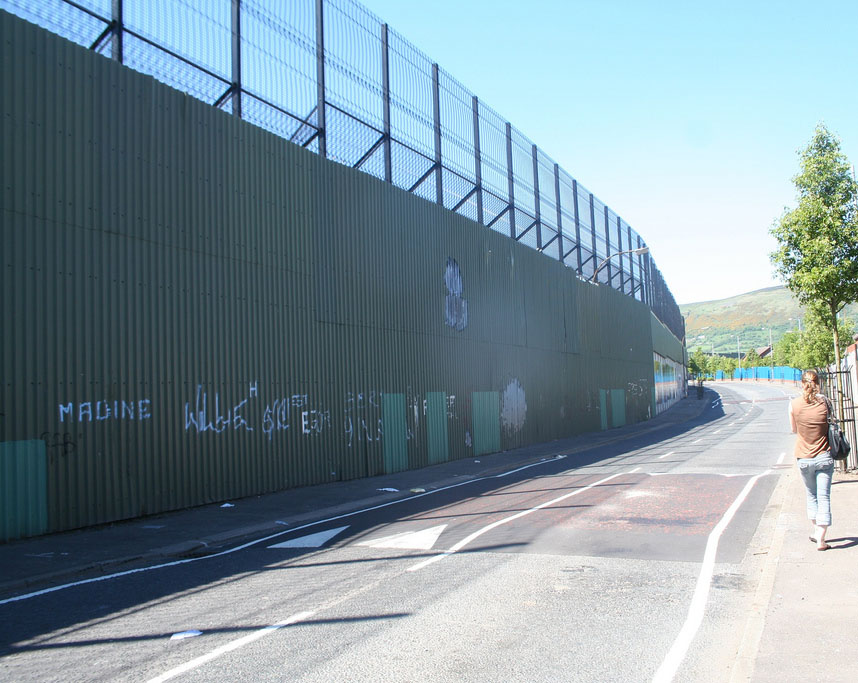
Линия мира в Белфасте, разделяющая протестантские и католические районы

Несмотря на политические соглашения, конфликт по-прежнему остаётся неразрешённым. В Северной Ирландии в настоящее время продолжают существовать протестантские и католические милитаризированные организации, в том числе большинство течений ИРА.
В сентябре 2005 года в структуре североирландской полиции была учреждена Команда исторических расследований, которая взяла на себя ответственность за расследование всех убийств, совершённых с 1968 по 1998 годы и оставшихся на тот момент не раскрытыми.
Выход Великобритании из ЕС, повлёкший восстановление таможенных и административных границ как с Великобританией, так и с Ирландией, привёл к очередному обострению конфликта между сторонами.

## Отражение в культуре и искусстве
Конфликту в Северной Ирландии, его событиям и участникам посвящено значительное количество документальных и художественных кинофильмов, литературных произведений.
- Документальный фильм «Игры Патриотов» (англ. The Patriot Game) (1979) — реж. Артур Маккейг[фр.]
- «Пламя Ольстера» (СССР, «Экран», 1982) — первый советский фильм о Северной Ирландии. Автор — Б. А. Калягин, режиссёры — В. П. Лисакович и И. А. Шитов, оператор С. Т. Шишкин[30].
- «Во имя отца» — художественный фильм режиссёра ирландского происхождения Джима Шеридана, основанный на реальных событиях. Фильм рассказывает о четырёх молодых ирландцах, случайно оказавшихся рядом с местом теракта — во время взрывов в барах Гилфорда, произошедших 5 октября 1974 года. Их несправедливо обвинили в организации этого теракта и осудили на длительные сроки заключения. Фильм снят по воспоминаниям одного из заключённых. Появившись в 1994 году, как раз во время активных призывов мирового сообщества к конфликтующим сторонам прекратить насилие, фильм вызвал глубокий резонанс, был выдвинут на семь номинаций премии «Оскар», на четыре номинации премии «Золотой глобус», две номинации премии «Британской академии киноискусств», получив, в итоге, главный приз Берлинского кинофестиваля.
- «Майкл Коллинз» (Великобритания, 1996) — художественный фильм ирландского режиссёра Нила Джордана о революции в Ирландии.
- Собственность дьявола (фильм, 1997)
- Боксёр (фильм, 1997)
- Кровавое воскресенье (Bloody Sunday) — телевизионный фильм 2002 г. британского режиссёра Пола Гринграсса, рассказывающий о событиях одноимённой трагедии 1972 года.
- Пятьдесят ходячих трупов (фильм, 2008)
- «Голод»
- 71 (фильм, 2014)
- Побег из тюрьмы Мейз | Maze (Фильм 2016, триллер, криминал, детектив)
- Иностранец (фильм, 2017)
- Белфаст — британский биографический драматический фильм 2021 года, снятый режиссёром Кеннетом Брана.
- «Ирландия. Ольстер» — название песни (слова Маргариты Пушкиной) и диска группы «Автограф» (1981)
- Zombie — песня-протест ирландской рок-группы The Cranberries.
- Out in the fields — песня ирландского рок-исполнителя Гэри Мура.
- Sunday Bloody Sunday — песня ирландской рок-группы U2.
- Белфаст — песня музыканта Димы Бамберга
- Ничего не говори (мини–сериал 2024)